# Josef Nischbach
Josef Nischbach (* 17. März 1889 in Újbesenyő (deutsch Neubeschenowa), Königreich Ungarn, Österreich-Ungarn; † 20. Juni 1970 in Freiburg im Breisgau, Deutschland) war ein Professor der Theologie, Domherr und Päpstlicher Hausprälat.

## Leben
Josef Nischbach war das neunte Kind des Kleinhäuslers Josef Nischbach und der Margarethe geb. Feth. Von 1900 bis 1908 besuchte er das Piaristengymnasium in Temesvár (deutsch: Temeswar; rumänisch: Timișoara) und legte dort im Juni 1908 das Abitur ab, 1913 wurde er von Bischof Julius von Glattfelder nach dem Studium der Theologie am Priesterseminar in Temesvár zum Priester geweiht, von 1913 bis 1914 war er Kaplan in Oravica (deutsch Orawitz) und Glogovácz (deutsch Glogowatz). Nach einem Krankenurlaub im Notre-Dame Convent in Temesvár-Fabrikstadt war 1915/16 Kaplan in Rezsőháza (deutsch Rudolfsgnad) und 1916 bis 1918 Militärseelsorger. 1918 wurde er Kaplan und Katechet in Zsombolya (deutsch Hatzfeld), 1919 Katechet am Deutschen Realgymnasium und Studienleiter am dortigen Knabeninternat ebenda. Gleichzeitig war er Spiritual des Nonnenklosters Jesuleum und wurde zum Theologieprofessor berufen. Im Oktober 1920 wurde er Katechet und Stellvertretender Direktor an der Katholisch-Deutschen Lehrerbildungsanstalt in Fabric, einem Stadtteil Timișoaras; Internatsleiter. Er löste 1923 Franz Kräuter als deren Direktor ab. Zwischen 1926 und 1941 leitete er das Schülerheim der Banatia sowie von 1926 bis 1942 die Deutschen Lehrerbildungsanstalt in Timișoara. 1924 war er Prosynodialrichter, und 1930 Obmannstellvertreter im Banater Deutschen Kulturverein. Am 16. Oktober 1931 wurde ihm die Ehrendomherrwürde gewährt. 1933 war er Prosynodialprüfer und zeichnete sich durch seine Verdienste um den Ausbau der deutschen katholischen Schulen im rumänischen Banat; er war Leiter des dortigen Bonifatiuswerkes und organisierte u. a. Schuldienst in den Diasporagemeinden; veranstaltete pädagogische Kurse zur Fortbildung der deutschen Lehrer an der Banatia. Er gründete und leitete für einige Jahre den Bund der deutschen katholischen Jugendvereine im rumänischen Banat. 1941 übergab er auf Befehl des „Volksgruppenführers“ Andreas Schmidt die Leitung der Deutschen Lehrerbildungsanstalt des Banatia-Schülerheimes an Johann Eckim und war 1941 bis 1970 Domherr der Timișoara Diözese. 1942 bis 1944 erteilte er Unterricht als Religionslehrer an der Mädchenschule in Timișoara; und war wohnhaft im Domherrenhaus an der Piața Unirii. 1945 bis 1946 sammelte Nischbach für Kinder nach Russland verschleppter Eltern, empfing Heimkehrer, und setzte sich für internierte Deutsche ein.
Am 10. März 1951 wurde er verhaftet und verurteilt zu 20 Jahren Zuchthaus wegen Spionage, Hochverrat, Verbindung zu westlichen Staaten, Gewährenlassen nationalsozialistischer und faschistischer Tätigkeit in der Banatia-Lehranstalt und in den Jugendorganisationen der Diözese Timișoara, in den Zuchthäusern Timișoara, Bukarest, Jilava, Aiud, Ocnele Mari, Pitești. Am 1. Juni 1959 fand in West-Berlin der Austausch der Ordensschwestern Priorin Hildegardis Wulff und Sr. Patricia Zimmermann sowie des Franz Kräuter gegen zwei rumänische Spione statt. 1960 ernannte ihn Papst Johannes XXIII. zum Päpstlichen Hausprälaten. Nischbach wurde Vorsitzender des Südostdeutschen Priesterwerkes und Seelsorger der Heimatvertriebenen. Er lebte im Gästehaus des Klosters St. Lioba in Freiburg im Breisgau, wo er seine Hilfsaktionen und landsmannschaftliche Arbeit wieder aufnahm.
Er starb am 20. Juni 1970 und wurde auf dem Klosterfriedhof St. Lioba in Freiburg (Breisgau)-Günterstal beigesetzt. Am 6. November 1999 wurde das nach ihm benannte Banater Seniorenzentrums Josef Nischbach in Ingolstadt eröffnet. 2000 veranlasste Bischof Martin Roos die Umbettung zu Nischbachs 30. Todestag in eine Gruft im Dom zu Timișoara.